# Prototrygaeus contrarius
Prototrygaeus contrarius är en havsspindelart som beskrevs av Child, C.A. 1992. Prototrygaeus contrarius ingår i släktet Prototrygaeus och familjen Ammotheidae. Inga underarter finns listade i Catalogue of Life.